# Општинска библиотека Варварин
Општинска библиотека Варварин основана је 1967. године у Варварину као самостална установа, иако се током историје спомињу и ранији датуми.

## О Библиотеци
Прве податке о организованој библиотечкој делтности округу Темнић налазимо у извештају Јанићија Поповића, професора крушевачке ниже гимназије, који је у својству школског надзорника, обишао школске књижнице и 8. јула 1844. године констатовао да су књижнице постојале у Варварину, Бачини, Доњем Крчину, Маскару и Обрежу.
После Другог светског рата, у Варварину су се библиофили окупљали најпре у књижари Сташе Прокића, где су обављане и пробе Културно-уметничког друштва “Абрашевић", а онда је за културне потребе одређен и посебан простор. Одлуком Скупштине општине од 25. децембра 1967. године у Варварину је основана Народна библиотека као самостална установа.
Коначним пресељењем у нову зграду Дома културе 4. јула 1988. године стиче све услове за нормалан рад. Библиотека данас ради под називом Општинска библиотека Варварин и има више огранака у оквиру темнићког краја: Бачина, Бошњану, Залоговац, Обреж.

### Бачина
Године 1919. у Бачини оснива се Темнићка библиотека и читаоница на иницијативу Драгића Јоксимовића. Била су сачињена и Правила Темнићке библиотеке и читаонице. Драгић Јоксимовић је прикупио огроман број књига, часописа, и новина. Он је био и издавач и уредник три броја Темнићког зборника. Библиотека је имала свој печат и славу Ђурђевдан. У периоду између два светска рата, осим школских књижница, значајан допринос култури дале су црквене и приватне библиотеке. 
После Другог светског рата била је уништена из идеолошких разлога. Књиге су биле избачене на улицу. Поједини мештани су успели да склоне књиге и да их сачувају од заборава.
Данашња библиотека основана је 1971. године као одељење Општинске библиотеке Варварин. Због поправке Дома културе, пресељена је у нови простор у центру села у близини основне школе. Књижни фонд библиотеке је 5.800 књига. Библиотека је приступила и систему узајамне каталогизације – COBISS.
За библиотеку је везано обележавање дана Драгића Јоксимовића 18. јула, који се одржава од 2002. год. То је округли сто на тему: Темнић, историја, мит, књижевност.
Сваке године у месецу октобру библиотека спроводи акцију бесплатног уписа ђака првака Oсновне школе „Свети Сава“ у Бачини. Учествује у организацији манифестацији Сусрети села Општине Варварин, коју прате и поставке етно изложби.

### Бошњане
Народна књижница у Бошњану основана је 08.01.1948. године захваљујући једном ентузијасти који је у њој добровољно радио у поподневним сатима, након завршених пољских радова. На плану културне и јавне делатности сачињен је иницијативни одбор за отварање прве књижнице и читаонице. У њему су били: Живојин Матејић – повереник за пољопривреду среза Темнићког, Стојан Михајловић – земљорадник, Љубинка Добрић – учитељица, Живојин Анђелковић – трговац, Радисав Милошевић – земљорадник, Радосав Милошевић – земљорадник, Милић Милојевић – земљорадник.
Прва књижница и читаоница је била смештена у зграду месне задруге и ту ће остати до завршетка Дома културе 1953. године, где се и данас налази. Ентузијаста Стојан Цања Михајловић је себи задао три задатка: да пропагира и шири књигу, указује на значај књиге и буди жеђ за читањем. У тој првој читаоници читала се превасходно штампа, али и књиге које су долазиле од разних дародаваца, установа и појединаца. У почетку у књижници је било књига разне садржине: пољопривредних, политичких, стручних, из књижевности итд. Често су књиге набављане од прихода остварених на приредбама. Стално се радило на повећању књижног фонда. Књижни фонд одговара интересовању и интелектуалном нивоу читалаца. Тако књига све више продире међу становнике овог села.
Седамдесетих година двадесетог века, књижница у Бошњану ради као огранак Општинске библиотеке из Варварина и располагала је са 5.000 књига различитог садржаја. Као библиотекар радио је учитељ Града Милорадовић, а од 1986. године Војка Јеремић преузимам послове књижничара у сеоској библиотеци. Библиотека и данас располаже књижним фондом од 8.016 књига и има 215 чланова. Постоји и стална сарадња са сеоском основном школом и учествовање у реализацији појединих наставних јединици у простору библиотеке.

### Залоговац
У згради сеоског Дома културе налази се библиотека Залоговац као одељење Општинске библиотеке Варварин. Библиотека је отворена 1998. године. Најпре је била смештена на спрату Дома културе, а 2001. године премештена у приземни део зграде. Књигама опслужује мештане места Залоговац, Мареново и Парцане. Фонд библиотеке чине 3.620 књиге. Сваке године у октобру се организује акција бесплатног уписа деце предшколског узраста и ученика првог разреда Основне школе у Залоговцу, Маренову и Парцану. У библиотеци се одржавају предавања из области пољопривреде и изложбе ручних радова.
Библиотека има рачунар и обезбеђен приступ интернету.